# Rafael Bartolozzi
Rafael Bartolozzi, nacido Rafael Lozano Bartolozzi (Pamplona, 15 de marzo de 1943 - Tarragona, 22 de marzo de 2009), fue un escultor y pintor español.

## Biografía
Descendiente de una familia de artistas, en tanto que su padre, Pedro Lozano de Sotés fue un destacado pintor de la escuela realista navarra; su madre, Francis Bartolozzi, fue una notable artista e ilustradora, creadora de numerosos personajes de cuentos y cómics; su abuelo materno, Salvador Bartolozzi, fue un célebre ilustrador, creador de Pipo y Pipa y Pinocho y Chapete y director de la colección de cuentos "Cuentos de Calleja". 
Nacido en Pamplona, había estudiado en los Escolapios y en el Instituto Ximénez de Rada de Pamplona y había pertenecido al Grupo Municipal de Dantzaris. En 1962 se traslada a vivir ya a Barcelona.
Bartolozzi estaba vinculado con Cataluña desde 1962, ya que estudió en la Escuela de la Lonja  y a la Escuela de Pintura Mural de San Cugat del Vallés.  Pertenece a la generación de los artistas del 60, que se caracteriza por su adscripción genérica a la recuperación de la figuración, al Pop Art, la Escuela de Bellas Artes de San Jordi de Barcelona y la revuelta continua estudiantil que ya entonces se gestaba en los nuevos locales de Pedralbes. 
El 1983 se casa con Nuria Aymamí Aymemí, con quien tuvo un hijo (Nil Bartolozzi, 1985). El 1991 fue nombrado Alcalde-Presidente de Vespella, en la comarca del Tarragonés, lugar donde residía ya desde febrero de 1972.

## Obra
Bartolozzi ha cuidado siempre la técnica pictórica de su obra, pero su actividad artística destaca por la diversidad de medios empleados. 
Ha realizado diferentes tipos de obra, desde edificios pintados cómo es el caso de Magaluf, la casa de Camilo José Cela en Palma de Mallorca; la Plaza de la Paz, en Pamplona (1989) o la serie de esculturas-fuente (1985) realizadas por encargo del Ayuntamiento de Barcelona, una de las cuales se ubica en el Parque de la Trinidad (1993). 
Su actividad artística multidisciplinar ha quedado patente en coloquios, acciones, eventos, ediciones, esculturas de poliéster, bronce, mármol, madera e innumerables exposiciones en España y en el extranjero, tanto individuales como colectivas.
Se pueden encontrar representaciones de su obra en muchos museos de todo el mundo: el Museo de Arte Contemporáneo, Sevilla; Museo de Arte Contemporáneo, Las Palmas de Gran Canaria;  Museo de Villafamés, Castellón; Museo de Bellas Artes de Álava, Vitoria; Museo Español de Arte Contemporáneo, Madrid; Museo de Navarra, Pamplona; Museo de Arte Moderno de Tarragona, Museo de Salvador Allende, Santiago de Chile; Museo de Nicaragua, Managua; Museo de Arte Contemporáneo de Ibiza, Museo de Malpartida, Cáceres; Museo de Cadaqués. 
Y entre otras colecciones públicas, a la colección Testigo de “La Caixa”, colección Fundes de Arte de la Red Cultural, de Barcelona, colección Ayuntamiento del Hospitalet de Llobregat, colección Ciudad de Tarrasa, colección Ayuntamiento de Torredembarra y colección Opera House de Ámsterdam. 
Además, representó a España en la Bienal de Venecia del 1980 y, entre otros galardones, recibió, en 1992, el premio de la X Bienal del Deporte a las Bellas Artes.